# One Sunday Afternoon (film, 1948)
Pour les articles homonymes, voir One Sunday Afternoon.
Pour plus de détails, voir Fiche technique et Distribution.
One Sunday Afternoon est un film américain réalisé par Raoul Walsh, sorti en 1948.

## Synopsis
Un dimanche après-midi, Biff Grimes, un dentiste de New York se remémore le bon vieux temps avec son ami Nick, le barbier. Il reçoit un appel d'urgence pour soigner la dent d'Hugo Barnstead, le conseiller municipal. Biff en veut à Hugo, qu'il connait depuis sa jeunesse, mais il accepte de l'aider tout en imaginant sa vengeance. Leur rivalité remonte à des années auparavant, lorsque Biff et Hugo étaient tous deux amoureux de la belle Virginia Brush...

## Fiche technique
- Titre original : One Sunday Afternoon
- Réalisation : Raoul Walsh
- Scénario : Robert L. Richards (en), d'après la pièce One Sunday Afternoon de James Hagan
- Direction artistique : Anton Grot
- Décors : Fred M. MacLean
- Costumes : Leah Rhodes, Rydo Loshak, Mina Willowbird
- Photographie : Sid Hickox, Wilfred M. Cline
- Son : Les Hewitt
- Montage : Christian Nyby
- Musique : Ralph Blane
- Direction musicale : Ray Heindorf
- Chorégraphie : LeRoy Prinz
- Production : Jerry Wald
- Société de production : Warner Bros. Pictures
- Société de distribution : Warner Bros. Pictures
- Pays d'origine :  États-Unis
- Langue originale : anglais
- Format : couleur (Technicolor) — 35 mm — 1,37:1 — son Mono (RCA Sound System)
- Genre : film musical
- Durée : 90 minutes
- Dates de sortie :
  - États-Unis :25 décembre 1948 (première à New York)

## Distribution
- Dennis Morgan : Biff Grimes
- Janis Paige : Virginia Brush
- Don DeFore : Hugo Barnstead
- Dorothy Malone : Amy Lind
- Ben Blue : Nick
- Oscar O'Shea : Toby
- Alan Hale Jr. : Marty

## Chansons du film
- "In My Merry Oldsmobile" : musique de Gus Edwards, lyrics de Vincent P. Bryan
- "Daisy Bell": musique et lyrics de Henry Dacre
- "Deck the Halls With Boughs of Holly" : chanson traditionnelle
- "I'll Forget You" : paroles d'Annelu Burns, musique d'Ernest R. Ball
- "Mary, [Amy] You're a Little Bit Old-Fashioned" : paroles et musique de Marion Sunshine et Henry I. Marshall
- "One Sunday Afternoon", "Girls Were Made to Take Care of Boys", "Sweet Corner Girl" : musique et lyrics de Ralph Blane

## Autour du film
- One Sunday Afternoon est le remake de The Strawberry Blonde de Raoul Walsh (1941) avec James Cagney et Olivia de Havilland, film qui était déjà le remake de One Sunday Afternoon, film de Stephen Roberts en 1933 avec Gary Cooper et Fay Wray[1].